# Ommatotriton
Ommatotriton es un género de anfibios caudados de la familia Salamandridae. Lo forman dos especies de tritones autóctonos del sudoeste de Asia.

## Especies
Según ASW:
- Ommatotriton ophryticus (Berthold, 1846)
- Ommatotriton vittatus (Gray, 1835)